# Boken Shonen Shadar
Bōken Shōnen Shadar (冒険少年シャダー) foi uma série de animação desenvolvida por Okamoto Mitsuteru e produzida pela produtora japonesa Toei Doga, no estúdio de animação Nippon Hoso Eigasha. A primeira temporada foi ao ar em 1967 pela Nippon Television (NTV). A série era escrita por Masaki Tsuji e o diretor de animação era Nobukazu Kuwashima.
No Japão a série foi exibida no período de 18 de Setembro de 1967 a 30 de Março de 1968. A série foi exibida na Itália pela rede Italia 1 (com o nome de La spada di luce), e também nos Estados Unidos (com o nome de Adventures of Young Shadar) e na Venezuela com o nome de Sombrita. No Brasil, a série foi distribuída pela Trans-Global e dublada pela Cinecastro, sendo exibida pela Rede Record e pela TV Tupi com o nome de Shadow Boy.[carece de fontes?]

## Sinopse
Após seu pai ser morto pelo Doutor Espectro, líder da invasão Ghostar, Shadow Boy é libertado de seu sono de anos em uma cúpula de vidro e parte em busca de vingança tendo como objetivo principal derrotar o vilão.
Era um desenho com temática adulta que apresentava o Doutor Spectro como um ser de orelhas pontudas e dentes caninos aparentes, uma capa negra e um bastão que possuía poderes mágicos. Shadow Boy por sua vez possuía o poder de criar cópias de si mesmo, que não duravam muito tempo, e tinha uma espada mágica que lançava raios das gemas em seu cabo e aumentava de tamanho sempre que era empunhada.

## Personagens e seus dubladores no Brasil
- Shadow Boy - Carlos Marques
- Doutor Espectro - Antônio Moreno
- Professor Polker/Floyd - Carlos Leão - Amigo e tutor
- Roko - Garoto órfão
- Gato - Henrique Ogalla - Sempre liderava o exército do Espectro
- Xereta (Pokey/Pinboke) - Jorge Pires - O fiel cachorro
- Narração - Domício Costa